# Megaselia griseifrons
Megaselia griseifrons är en tvåvingeart som först beskrevs av William Lundbeck 1920.  Megaselia griseifrons ingår i släktet Megaselia och familjen puckelflugor. Inga underarter finns listade i Catalogue of Life.